# Oligonychus aceris
Oligonychus aceris är en spindeldjursart som först beskrevs av Shimer 1869.  Oligonychus aceris ingår i släktet Oligonychus och familjen Tetranychidae. Inga underarter finns listade i Catalogue of Life.